# Coffee milk
Il coffee milk (lett. "latte al caffè" in lingua inglese) è una bevanda statunitense ottenuta mescolando latte a sciroppo o estratto di caffè. Dal 1993 è la bevanda ufficiale dello stato del Rhode Island.

## Storia
Sebbene l'origine precisa del coffee milk non sia chiara, diverse fonti riportano che risalga tra il XIX e il XX secolo, quando circa 55.000 italiani emigrati a Providence, nel Rhode Island, introdussero in tale città le loro usanze, tra cui quella di consumare il caffè zuccherato con il latte.
Agli inizi del XX secolo il coffee milk iniziò a comparire nelle tavole calde e veniva erogato dalle soda fountain. Si pensa infatti che lo sciroppo di caffè venne ideato da un gestore di macchinette delle bevande che addolcì i fondi di caffè avanzati con latte e zucchero per creare uno sciroppo che versava poi in bicchieri di latte. Negli anni trenta il coffee milk veniva spesso servito ai banconi delle farmacie ed era considerato una valida alternativa al caffè per i più giovani.
A causa della popolarità da lui raggiunta, lo sciroppo di caffè iniziò a essere imbottigliato e venduto ai commercianti. Il primo sciroppo di caffè prodotto in serie fu lanciato nel mercato dalla Silmo Packing Company di New Bedford (Massachusetts) nel 1932. Nel 1938 la Eclipse Food Products di Warwick (Rhode Island) iniziò a promuovere attraverso una massiccia campagna pubblicitaria il proprio sciroppo di caffè. La Autocrat di Lincoln (Rhode Island), divenuta l'azienda di maggior successo specializzata nella vendita di tale ingrediente nel Rhode Island, iniziò a fare lo stesso poco più tardi, agli inizi degli anni quaranta.
Il 29 luglio 1993 la Rhode Island General Assembly rese il coffee milk la nuova bevanda ufficiale dello stato (l'altra candidata era la limonata della Del).